# Dicranum acanthoneurum
Dicranum acanthoneurum är en bladmossart som beskrevs av C. Müller 1890. Dicranum acanthoneurum ingår i släktet kvastmossor, och familjen Dicranaceae. Inga underarter finns listade i Catalogue of Life.